# نیست-اف۲
نیست-اف۲ (انگلیسی: NIST-F2) گونه‌ای از مجموعه ساعت‌های اتمی مؤسسه ملی فناوری و استانداردها در ایالات متحده آمریکا برای اندازه‌گیری زمان استاندارد است که دنباله‌ای بر مدل قبلی با نام نیست-اف۱ است. این ساعت در ۳ آوریل سال ۲۰۱۴ میلادی آنلاین شد. میزان خطای ساعت اتمی نیست-اف۲ معادل ۱ ثانیه در ۳۰۰ میلیون سال می‌باشد.